# Halbring (Mengensystem)
Ein (Mengen-)Halbring, auch (Mengen-)Semiring genannt, ist ein spezielles Mengensystem in der Maßtheorie, einem Teilgebiet der Mathematik, welches die Grundlage für die moderne Integrationstheorie und Stochastik bildet.
Aufgrund ihrer guten Handhabbarkeit werden Halbringe beispielsweise als Definitionsbereiche von Inhalten verwendet, die dann schrittweise zu Maßen erweitert werden. Ebenso sind sie beliebte Erzeuger von σ-Algebren, insbesondere der Borelschen σ-Algebra, da nach dem Maßeindeutigkeitssatz ein Maß durch seine Werte auf einem Halbring bereits auf der erzeugten σ-Algebra eindeutig festgelegt ist, sofern das Maß σ-endlich über dem Halbring ist.
Die Definition wurde von John von Neumann als Verallgemeinerung eines Mengenrings eingeführt. Der hier verwendete Begriff des Halbrings unterscheidet sich grundlegend von dem eines Halbrings im Sinne der Algebra, also einer speziellen algebraischen Struktur. Beide stehen nicht in engem Zusammenhang!

## Definition
Sei {\displaystyle \Omega } eine beliebige Menge. Ein Mengensystem {\displaystyle {\mathcal {H}}} von Teilmengen von {\displaystyle \Omega } heißt ein Mengenhalbring oder Halbring über {\displaystyle \Omega }, wenn folgende drei Eigenschaften erfüllt sind:
1. {\displaystyle {\mathcal {H}}} enthält die leere Menge: {\displaystyle \emptyset \in {\mathcal {H}}}
2. {\displaystyle {\mathcal {H}}} ist durchschnittsstabil, das heißt, wenn {\displaystyle A\in {\mathcal {H}}} und {\displaystyle B\in {\mathcal {H}}}, so ist auch {\displaystyle A\cap B\in {\mathcal {H}}}
3. Die Differenz zweier Mengen {\displaystyle A,B} aus {\displaystyle {\mathcal {H}}} lässt sich als endliche Vereinigung von paarweise disjunkten Mengen aus {\displaystyle {\mathcal {H}}} darstellen. Es existieren also immer paarweise disjunkte Mengen {\displaystyle C_{1},C_{2},\dotsc ,C_{n}} aus {\displaystyle {\mathcal {H}}}, sodass

{\displaystyle A\setminus B=\bigcup _{i=1}^{n}C_{i}}.

## Beispiele
Über jeder beliebigen Menge {\displaystyle \Omega } ist {\displaystyle {\mathcal {H}}_{1}=\{\emptyset \}} der kleinste und die Potenzmenge {\displaystyle {\mathcal {H}}_{2}={\mathcal {P}}(\Omega )} der größte mögliche Mengenhalbring. Beide enthalten trivialerweise die leere Menge. Der Halbring {\displaystyle {\mathcal {H}}_{1}} ist schnittstabil, da die leere Menge mit sich selbst geschnitten wieder die leere Menge ist. Dasselbe gilt für die Differenz der leeren Menge mit sich selbst. Die Aussagen für {\displaystyle {\mathcal {H}}_{2}} folgen aus der Tatsache, dass die Potenzmenge alle Teilmengen enthält und daher stabil gegenüber allen Mengenoperationen ist.
Ein in der Anwendung wichtiger Halbring über den reellen Zahlen {\displaystyle \mathbb {R} } ist das Mengensystem der endlichen, rechts halboffenen Intervalle
{\displaystyle {\mathcal {I}}:=\{[a,b)\mid a,b\in \mathbb {R} ,a\leq b\}}.
Halbringe dieser Art werden häufig als Erzeuger für die Borelsche σ-Algebra auf {\displaystyle \mathbb {R} } gewählt, teils mit leichten Abwandlungen (links offene, rechts geschlossene Intervalle, nur rationale Grenzen etc.).
Halbringe dieser Art lassen sich auch auf dem {\displaystyle \mathbb {R} ^{n}} formulieren, wo sie ebenfalls als Erzeuger für die Borelsche σ-Algebra auf {\displaystyle \mathbb {R} ^{n}} dienen. Setzt man für {\displaystyle a=(a_{1},a_{2},\dotsc ,a_{n})\in \mathbb {R} ^{n}} und {\displaystyle b=(b_{1},b_{2},\dotsc ,b_{n})\in \mathbb {R} ^{n}} als Intervalle
{\displaystyle [a,b)=\{x\in \mathbb {R} ^{n}\;\mid \;a_{1}\leq x_{1}<b_{1},\;a_{2}\leq x_{2}<b_{2},\;\dotsc ,a_{n}\leq x_{n}<b_{n}\}}
und definiert
{\displaystyle a\leq b} genau dann, wenn {\displaystyle a_{i}\leq b_{i}} für alle {\displaystyle i=1,\dotsc ,n},
so ist
{\displaystyle {\mathcal {I}}^{n}:=\{[a,b)\mid a,b\in \mathbb {R} ^{n},a\leq b\}}
ein Halbring, der aus {\displaystyle n}-dimensionalen endlichen, rechts halboffenen Intervallen (Quadern) besteht. Ein Spezialfall hiervon sind die dyadischen Elementarzellen. Hier liegen die Eckpunkte der Intervalle alle auf einem Gitter.

## Eigenschaften
Aus der Durchschnittsstabilität folgt induktiv, dass auch jeder nichtleere, endliche Durchschnitt von Elementen des Mengenhalbrings {\displaystyle {\mathcal {H}}} in ihm enthalten ist, d. h., für alle {\displaystyle n\in \mathbb {N} } gilt:
{\displaystyle A_{1},\dotsc ,A_{n}\in {\mathcal {H}}\Rightarrow A_{1}\cap \dotsb \cap A_{n}\in {\mathcal {H}}.}
Mengenhalbringe treten insbesondere als Erzeugendensysteme von σ-Algebren auf. Aufgrund der Durchschnittsstabilität der Halbringe folgt dabei nach dem Dynkinschen π-λ-Satz, dass die von einem Halbring erzeugte σ-Algebra gleich dem erzeugten Dynkin-System ist, es gilt also
{\displaystyle \sigma ({\mathcal {H}})=\delta ({\mathcal {H}})}.
Ebenso sind daher nach dem Maßeindeutigkeitssatz Maße bereits durch die Angabe ihrer Werte auf dem Halbring eindeutig bestimmt.

## Operationen

### Schnitte von Halbringen
Im Gegensatz zu den meisten Mengensystemen der Maßtheorie ist der Schnitt von Halbringen, also das Mengensystem
{\displaystyle {\mathcal {H}}_{1}\cap {\mathcal {H}}_{2}=\{A\subset \Omega \;|\;A\in {\mathcal {H}}_{1}{\text{ und }}A\in {\mathcal {H}}_{2}\}}
im Allgemeinen kein Halbring. Gegenbeispiel sind die Halbringe
{\displaystyle {\mathcal {H}}_{1}=\{\emptyset ,\{1\},\{4\},\{2,3\},\{1,2,3,4\}\}}
und
{\displaystyle {\mathcal {H}}_{2}=\{\emptyset ,\{1\},\{2\},\{3,4\},\{1,2,3,4\}\}}.
Dann ist
{\displaystyle {\mathcal {H}}_{1}\cap {\mathcal {H}}_{2}=\{\emptyset ,\{1\},\{1,2,3,4\}\}}
kein Halbring.

### Produkte von Halbringen
Definiert man für zwei Mengensysteme {\displaystyle {\mathcal {M}}_{1}} und {\displaystyle {\mathcal {M}}_{2}} auf {\displaystyle \Omega _{1}} und {\displaystyle \Omega _{2}} das Produkt dieser Mengensysteme als
{\displaystyle {\mathcal {M}}_{1}\times {\mathcal {M}}_{2}:=\{A\times B\subset \Omega _{1}\times \Omega _{2}\;|\;A\in {\mathcal {M}}_{1},\;B\in {\mathcal {M}}_{2}\}},
so ist das Produkt von zwei Halbringen wieder ein Halbring. Denn sind {\displaystyle {\mathcal {H}}_{1},{\mathcal {H}}_{2}} Halbringe und {\displaystyle A_{1},B_{1}\in {\mathcal {H}}_{1}} sowie {\displaystyle A_{2},B_{2}\in {\mathcal {H}}_{2}}, so sind {\displaystyle A_{1}\times A_{2}} und {\displaystyle B_{1}\times B_{2}} in {\displaystyle {\mathcal {H}}_{1}\times {\mathcal {H}}_{2}} enthalten. Da aber
{\displaystyle (A_{1}\times A_{2})\cap (B_{1}\times B_{2})=(A_{1}\cap B_{1})\times (A_{2}\cap B_{2})}
gilt, {\displaystyle A_{1}\cap B_{1}} in {\displaystyle {\mathcal {H}}_{1}} liegt und {\displaystyle A_{2}\cap B_{2}} in {\displaystyle {\mathcal {H}}_{2}}, ist
{\displaystyle (A_{1}\times A_{2})\cap (B_{1}\times B_{2})\in {\mathcal {H}}_{1}\times {\mathcal {H}}_{2}}, das Produkt ist also schnittstabil.
Eine analoge Überlegung unter Verwendung von
{\displaystyle (A_{1}\times A_{2})\setminus (B_{1}\times B_{2})=\lbrack (A_{1}\setminus B_{1})\times (A_{2}\setminus B_{2})\rbrack \cup \lbrack (A_{1}\setminus B_{1})\times (A_{2}\cap B_{2})\rbrack \cup \lbrack (A_{2}\setminus B_{2})\times (A_{1}\cap B_{1})\rbrack }
liefert die Differenzeigenschaft eines Halbringes für die Produkte. Beispiel für die Stabilität von Halbringen unter Produktbildung sind die Mengensysteme der halboffenen Intervalle im obigen Beispiel, für die {\displaystyle {\mathcal {I}}^{2}={\mathcal {I}}\times {\mathcal {I}}} gilt.
Für viele weitere Mengensysteme der Maßtheorie wie Ringe, Algebren und σ-Algebren gilt im Allgemeinen nicht, dass ein Produkt dieser Mengensysteme wieder ein Mengensystem gleicher Art ist. Enthalten Mengensysteme jedoch jeweils einen Halbring, so ist das Produkt stets mindestens ein Halbring. Typisches Beispiel hierfür sind Ringe oder Algebren. Der als Produkt entstehende Halbring wird dann teils als Erzeugendensystem genutzt, um wieder ein Mengensystem mit entsprechender Struktur zu erhalten, das die kartesischen Produkte aller Mengen in den einzelnen Mengensystemen enthaltener Mengen enthält. Beispiel hierfür wäre die Produkt-σ-Algebra oder das hier definierte Produkt von Ringen {\displaystyle {\mathcal {R}}_{1}\boxtimes {\mathcal {R}}_{2}}.

### Spur eines Halbrings
Die Spur eine Halbrings {\displaystyle {\mathcal {H}}} bezüglich einer Menge {\displaystyle U}, also das Mengensystem
{\displaystyle {\mathcal {H}}|_{U}:=\{A\cap U\;|\;A\in {\mathcal {H}}\}}
ist immer ein Halbring, unabhängig von der Wahl von {\displaystyle U}.

## Äquivalente Definitionen
{\displaystyle {\mathcal {H}}} sei ein System von Teilmengen von {\displaystyle \Omega }. Wenn {\displaystyle A,B} Mengen sind und wenn {\displaystyle A\triangle B=(A\setminus B)\cup (B\setminus A)} die symmetrische Differenz von {\displaystyle A,B} bezeichnet, dann sind wegen {\displaystyle \bigcup \emptyset =\emptyset } und {\displaystyle A\setminus B=A\triangle (A\cap B)} sowie {\displaystyle A\setminus B=A\setminus (A\cap B)} folgende Aussagen äquivalent:
- {\displaystyle {\mathcal {H}}} ist ein Mengenhalbring.
- {\displaystyle ({\mathcal {H}},\cap )} ist ein Halbverband und es gilt: {\displaystyle A,B\in {\mathcal {H}}\Rightarrow } Es gibt paarweise disjunkte {\displaystyle C_{1},\dotsc ,C_{n}\in {\mathcal {H}},n\in \mathbb {N} ,} mit {\displaystyle A\setminus B=C_{1}\cup \dotsb \cup C_{n}.}
- {\displaystyle \emptyset \in {\mathcal {H}}} und es gilt: {\displaystyle A,B\in {\mathcal {H}}\Rightarrow A\cap B\in {\mathcal {H}}} und es existiert ein endliches Teilsystem {\displaystyle {\mathcal {C}}\subseteq {\mathcal {H}},} dessen Elemente paarweise disjunkt sind, mit {\displaystyle A\setminus B=\bigcup {\mathcal {C}}}. {\displaystyle {\mathcal {C}}} kann hierbei auch leer sein.
- {\displaystyle {\mathcal {H}}\neq \emptyset } und es gilt: {\displaystyle A,B\in {\mathcal {H}}\Rightarrow A\cap B\in {\mathcal {H}}} und es gibt paarweise disjunkte {\displaystyle C_{1},\dotsc ,C_{n}\in {\mathcal {H}},n\in \mathbb {N} ,} mit {\displaystyle A\triangle B=C_{1}\cup \dotsb \cup C_{n}.}
- {\displaystyle {\mathcal {H}}\neq \emptyset } und es gilt: {\displaystyle A,B\in {\mathcal {H}}\Rightarrow A\cap B\in {\mathcal {H}}} und falls {\displaystyle B\subseteq A} gilt, gibt es paarweise disjunkte {\displaystyle C_{1},\dotsc ,C_{n}\in {\mathcal {H}},n\in \mathbb {N} ,} mit {\displaystyle A\setminus B=C_{1}\cup \dotsb \cup C_{n}.}

Außerdem ergibt sich induktiv:
- {\displaystyle C_{1},\dotsc ,C_{n}\in {\mathcal {H}},n\in \mathbb {N} ,} sind paarweise disjunkt {\displaystyle \Rightarrow C_{1}\cup \dots \cup C_{n}=C_{1}\triangle \dotsb \triangle C_{n}.}

## Halbringe im engeren Sinne
Manche Autoren nennen das oben definierte Mengensystem einen Semiring/Halbring im weiteren Sinne (i. w. S.) und definieren noch einen Semiring/Halbring im engeren Sinne (i. e. S.) als eine Mengensystem {\displaystyle {\mathcal {W}}},
1. das die leere Menge enthält,
2. das schnittstabil ist,
3. in dem gilt, dass für alle {\displaystyle A,B\in {\mathcal {W}}} mit {\displaystyle A\subset B} ein {\displaystyle n\in \mathbb {N} } existiert, sodass paarweise disjunkte {\displaystyle C_{1},\dotsc ,C_{n}} aus {\displaystyle {\mathcal {W}}} existieren, für die

{\displaystyle B\setminus A=\bigcup _{i=1}^{n}C_{i}}
gilt und zusätzlich
{\displaystyle A\cup \bigcup _{i=1}^{k}C_{i}\in {\mathcal {W}}}
für alle {\displaystyle k\in \{1,\dots ,n\}}.

## Verwandte Mengensysteme

### Mengenringe
Jeder Mengenring ist ein Mengenhalbring, jedoch ist nicht jeder Mengenhalbring ein Mengenring: Über der Grundmenge {\displaystyle \Omega =\{0,1,2,3,4\}} ist das Mengensystem {\displaystyle {\mathcal {H}}=\{\emptyset ,\{1\},\{2\},\{3\},\{1,2,3\}\}} ein Halbring, aber kein Mengenring, da es nicht differenzstabil ist.
Verwendet man einen Halbring {\displaystyle {\mathcal {H}}} als Erzeuger eines Ringes, so hat der erzeugte Ring die Form
{\displaystyle {\mathcal {R}}=\left\{\left.\bigcup _{j=1}^{n}A_{j}\,\right|\,A_{1},\dotsc ,A_{n}\in {\mathcal {H}},\quad A_{j}{\text{ paarweise disjunkt}}\right\}}.

### Semi-Algebren
Per Definition ist jeder Halbring (im engeren Sinn / im weiteren Sinn) genau dann eine Semialgebra (im engeren Sinn / im weiteren Sinn), wenn er die Obermenge {\displaystyle \Omega } enthält. Beispiel für einen Halbring, der keine Semialgebra ist, wäre somit der Halbring
{\displaystyle {\mathcal {H}}=\{\emptyset ,\{1\},\{2\},\{3\},\{1,2,3\}\}}
auf der Grundmenge {\displaystyle \Omega =\{0,1,2,3,4\}}.

### Weitere Mengensysteme
Da jeder Mengenring ein Halbring ist, sind Mengenalgebren, σ-Ringe, δ-Ringe und σ-Algebren immer auch Halbringe, da sie alle auch Ringe sind. Die Umkehrung gilt im Allgemeinen nicht, wie das obige Beispiel zeigt.